# The Jazz Butcher
The Jazz Butcher (conosciuto anche come The Jazz Butcher Conspiracy o The Jazz Butcher and His Sikkorskis From Hell) è stato un gruppo indie pop inglese fondato a Oxford nel 1982 da Pat Fish (all'anagrafe: Patrick Huntrods, 1957, compositore e voce) e Max Eider (chitarra), compagni di università. Viene considerato poco più di un progetto solitario del leader.
Il loro debutto, con l'album In Bath of Bacon, avvenne nel 1983 per l'etichetta Glass Records.
Nel loro secondo album A Scandal in Bohemia si aggiunsero David J e Kevin Haskins dei Bauhaus.
Nel 1988 Fish, rimasto solo con il chitarrista Kizzy O'Callaghan, firmò per la Creation Records con la quale pubblicò otto album.
Dopo alterne vicende e cambi di formazione nel 2000 e dopo un ultimo tour che vide il ritorno di Max Eider nell'album Glorious and Idiotic, il gruppo si sciolse.
I loro brani sono venati di umorismo nero, alcuni sono omaggi come Looking for Lot 49, tratta da Fishcotheque, al romanzo L'incanto del lotto 49 di Thomas Pynchon, o il brano omonimo dedicato ad una infatuazione di Fish non corrisposta per l'attrice Shirley MacLaine, oppure l'ode Harlan, scritta per lo scrittore statunitense Harlan Ellison.

## Discografia

### Album studio
- 1983 - In Bath of Bacon (Glass)
- 1984 - A Scandal in Bohemia (Glass)
- 1985 - Sex and Travel (Glass) - UK Indie #25[1]
- 1986 - Distressed Gentlefolk (Glass )- UK Indie #15[1]
- 1988 - Fishcotheque (Creation Records)
- 1989 - Big Planet, Scary Planet (Creation)
- 1990 - Cult of the Basement (Creation)
- 1991 - Black Eg (Creation, pubblicato come Black Eg))
- 1991 - Condition Blue (Creation)
- 1993 - Waiting for the Love Bus (Creation)
- 1995 - Illuminate (Creation)
- 2000 - Rotten Soul (Vinyl Japan)

### Album dal vivo
- 1985 - Hamburg (Rebel)
- 1993 - Western Family (Creation)
- 2000 - Glorious and Idiotic (ROIR)